# Вутезак
Вутеза́к (фр. Voutezac, окс. Voltesac) — коммуна во Франции, находится в регионе Лимузен. Департамент — Коррез. Входит в состав кантона Жюийак. Округ коммуны — Брив-ла-Гайярд.
Код INSEE коммуны — 19288.
Коммуна расположена приблизительно в 410 км к югу от Парижа, в 65 км южнее Лиможа, в 26 км к западу от Тюля.

## Население
Население коммуны на 2008 год составляло 1219 человек.
| 1962 | 1968 | 1975 | 1982 | 1990 | 1999 | 2008 |
| ---- | ---- | ---- | ---- | ---- | ---- | ---- |
| 1256 | 1197 | 1071 | 1053 | 1026 | 1142 | 1219 |

## Администрация
| Период | Период | Фамилия           | Партия                              | Примечания |
| ------ | ------ | ----------------- | ----------------------------------- | ---------- |
| 1995   | 2001   | Морис Варей       | Французская коммунистическая партия |            |
| 2001   | 2008   | Даниель Пульверей |                                     |            |
| 2008   | 2014   | Жорж Пейрамор     | Социалистическая партия             |            |
| 2014   | 2020   | Николь Пульверей  |                                     |            |

## Экономика
В 2007 году среди 708 человек в трудоспособном возрасте (15—64 лет) 485 были экономически активными, 223 — неактивными (показатель активности — 68,5 %, в 1999 году было 63,9 %). Из 485 активных работали 464 человека (253 мужчины и 211 женщин), безработных было 21 (11 мужчин и 10 женщин). Среди 223 неактивных 100 человек были учениками или студентами, 78 — пенсионерами, 45 были неактивными по другим причинам.

## Достопримечательности
- Старый мост Сайан через реку Везер (XVI век). Памятник истории с 1969 года[3]
- Замок Мирабо, или замок Сайан (XV век). Памятник истории с 1979 года[4]
- Часовня Сайан (XIV век). Памятник истории с 2008 года[5]

## Фотогалерея

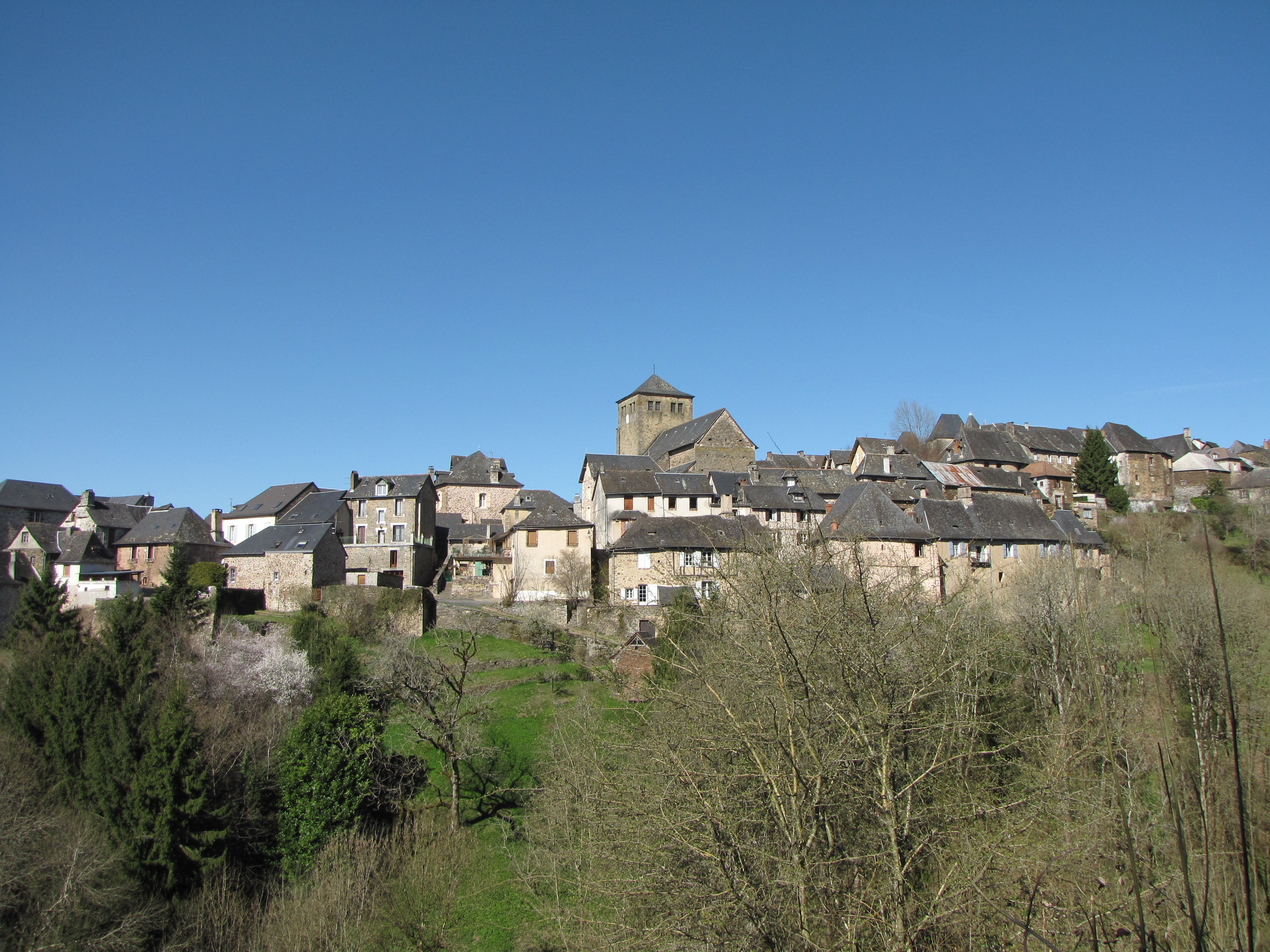
Вутезак
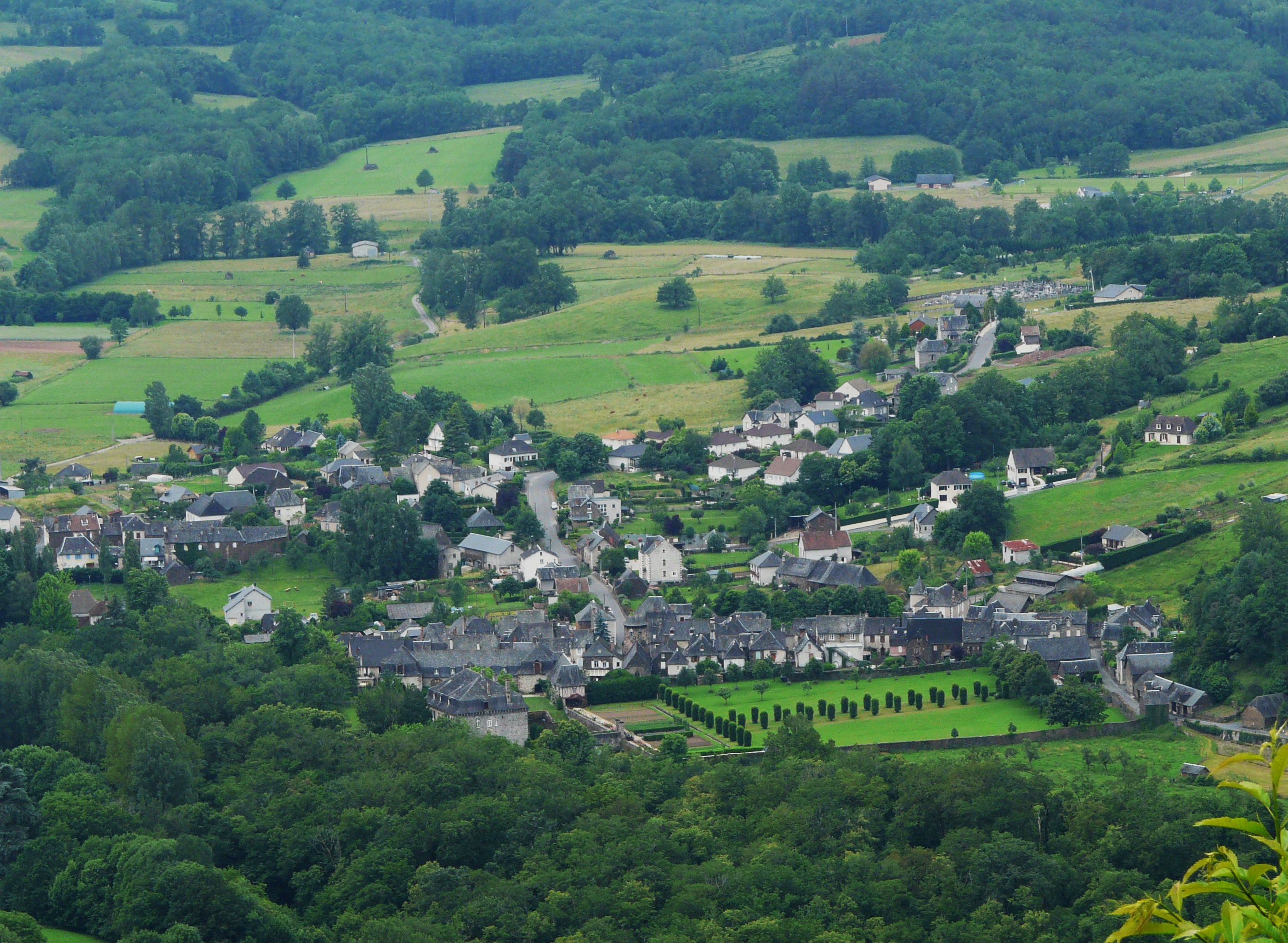
Деревня Сайан
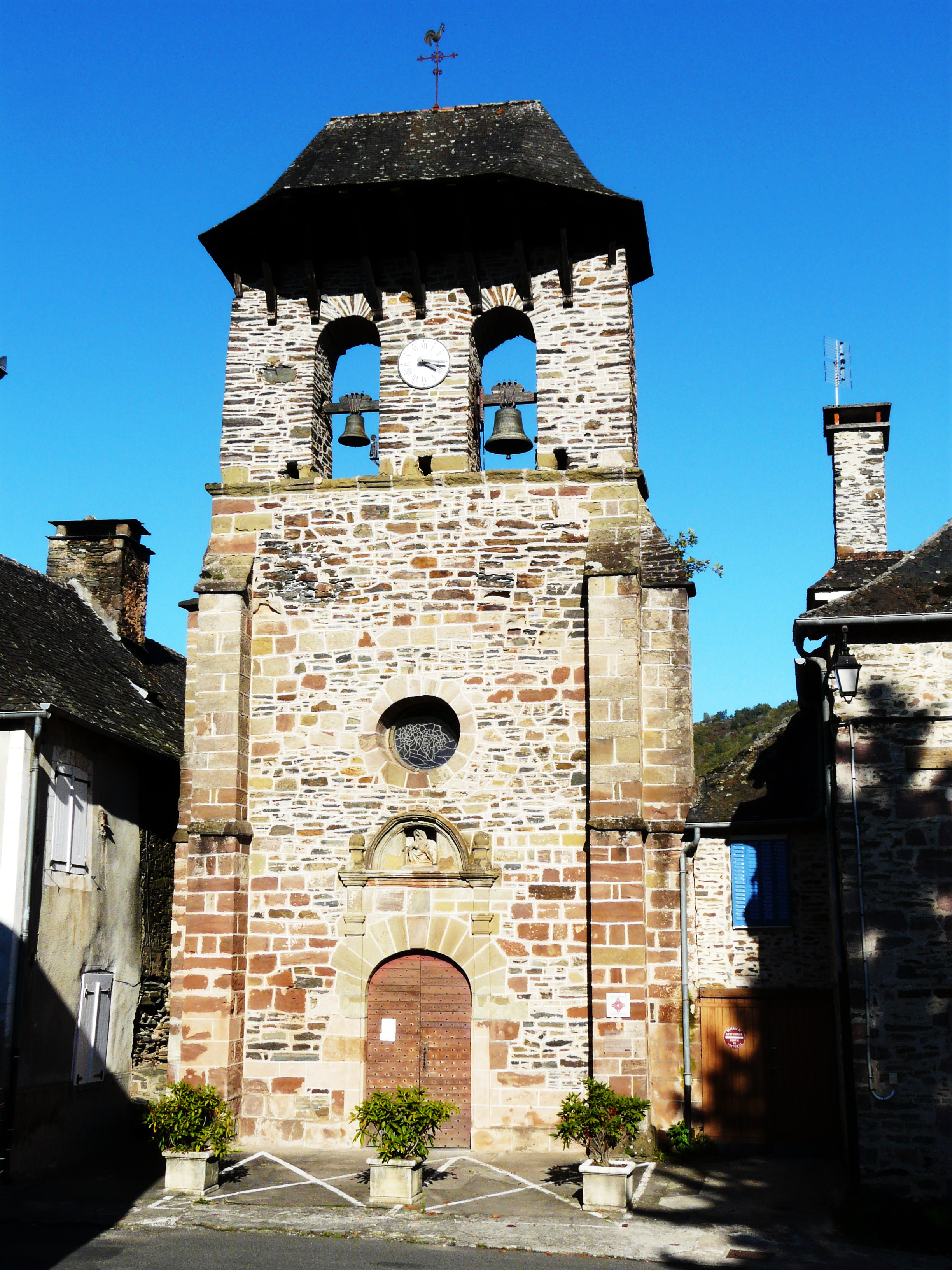
Часовня Сайан
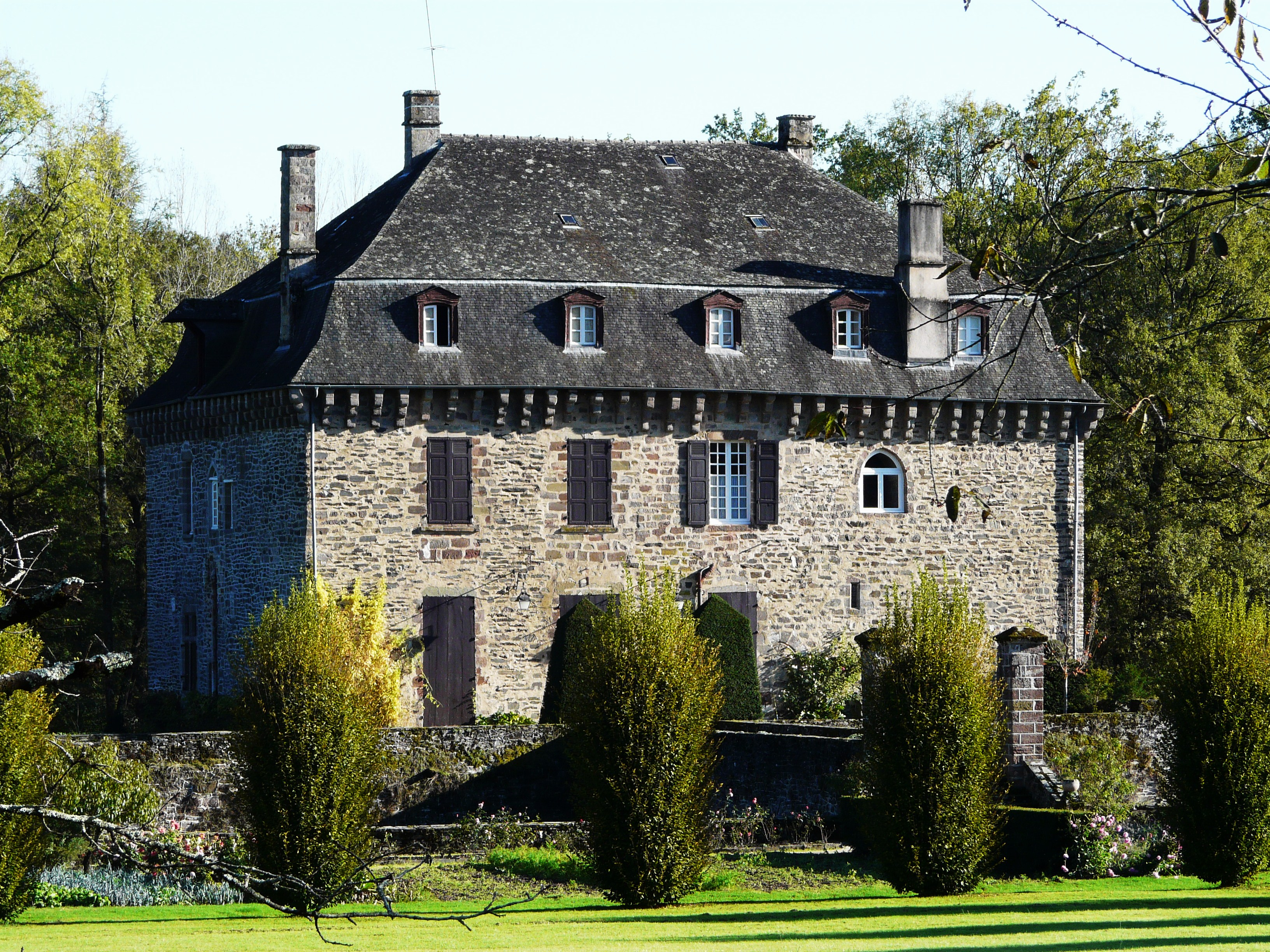
Замок Мирабо